# Showa Aircraft Industry
Showa Aircraft Industry Co., Ltd. - SAIC (jap. 昭和飛行機工業株式会社, Shōwa Hikōki Kōgyō Kabushiki gaisha, es. Fábrica de Aviones Showa) es un fabricante japonés de aviones militares, se estableció en 1937. Durante la  Segunda Guerra Mundial la producción - año 1939, la empresa comenzó con la producción de Showa L2D, una réplica del DC-3 bajo licencia de Estados Unidos y la construcción de otras aeronaves militares.